# ЕГНОС
ЕГНОС је европски сателитски систем који служи као комплемент већ постојећим сателитским навигационим системима у циљу побољшања њихових перформанси на територији Европе. Развијен је од стране Европске свемирске агенције, Европске комисије и ЕВРОКОНТРОЛ-а. Оперативан је од октобра 2009.
Систем се састоји од три геостационарна сателита и широке мреже пријемних и контролних станица распрострањених широм Европе. Допуњује већ постојеће системе: ГПС, ГЛОНАСС, Галилео додатним информацијама о прецизности и поузданости мерења. Убацује додатне информације у цео процес мерења и рачуна, што даје боље резултате и боље искоришћава потенцијале навигационог система. Рецимо, хоризонтална прецизност ГПС система са седам метера уз коришћење ЕГНОС система се побољшава на ниво од 1.5 метра.
Развијен је са акцентом за коришћење у ваздухопловству (летелице могу несметано да користе систем и на већим гео. ширинама, док је доступност геостационарних сателита на тим ширинама за кориснике у урбаним крајевима отежана), али сваки уређај са ЕГНОС пријемником има приступ систему. Од марта 2011. ЕГНОС даје довољну вертикалну прецизност да омогућава аутоматско навођење авиона при слетању.